# Дедушка лёгкого поведения
«Дедушка лёгкого поведения» (англ. Dirty Grandpa, «Грязный дедушка») — американская комедия 2016 года, снятая Дэном Мазером по сценарию Джона Филлипса. В фильме снялись Роберт Де Ниро, Зак Эфрон, Зои Дойч и Обри Плаза.
Съёмки начались 5 января 2015 года в Атланте. В широкий прокат фильм вышел 22 января 2016 года.
Картина получила ряд номинаций на антипремию «Золотая малина», став одним из лидеров.

## Сюжет
Джейсон, покладистый правильный парень, накануне свадьбы вляпывается в увеселительную поездку к морю со своим престарелым дедом, отставным полковником с лёгким нравом, бурной фантазией и вполне определёнными потребностями… И, похоже, дедские каникулы изменят его жизнь навсегда.

## В ролях
| Актёр             | Роль              |
| ----------------- | ----------------- |
| Роберт Де Ниро    | Дик Келли         |
| Зак Эфрон         | Джейсон Келли     |
| Зои Дойч          | Шадия             |
| Обри Плаза        | Ленор             |
| Дермот Малруни    | Дэвид Келли       |
| Джулианна Хаф     | Мередит Голдштейн |
| Адам Палли        | Ник               |
| Джейсон Мандзукас | Пэм               |
| Джейк Пикинг      | Коди              |
| Мо Коллинз        | Офицер Финч       |

## Выход
Премьера фильма была первоначально назначена на Рождество 2015 года, однако затем её перенесли на 16 августа 2016 года. Впоследствии фильм был запланирован к выходу на 26 февраля 2016 года, пока наконец он не был выпущен 22 января 2016 года.

### Маркетинг
29 октября 2015 года Lionsgate выпустила первый постер и трейлер фильма. Первый постер пародировал постер фильма «Выпускник» Майка Николса.

## Реакция

### Кассовые сборы
«Дедушка лёгкого поведения» был выпущен в Северной Америке 22 января 2016 года наряду с фильмом «5-я волна». По прогнозам, сборы за первую неделю должны были составить $10–13 млн в 2912 кинотеатрах. Сборы за первый день составили $600,000.

### Критика
«Дедушка лёгкого поведения» был отрицательно встречен кинокритиками. На сайте Rotten Tomatoes его рейтинг «свежести» составляет 11 % со средней оценкой в 2,77 баллов из 10 на основе 131 рецензии. Metacritic, который выставляет оценки на основе среднего арифметического взвешенного, дал фильму 18 баллов из 100 на основе 17 рецензий. По данным сайта CinemaScore, зрители поставили фильму оценку «B» по шкале от «A+» до «F».

## Награды и номинации
| Год  | Премия           | Категория                         | Номинанты      | Результат |
| ---- | ---------------- | --------------------------------- | -------------- | --------- |
| 2017 | «Золотая малина» | Худший фильм                      |                | Номинация |
| 2017 | «Золотая малина» | Худший сценарий                   | Джон Филлипс   | Номинация |
| 2017 | «Золотая малина» | Худшая мужская роль               | Роберт Де Ниро | Номинация |
| 2017 | «Золотая малина» | Худшая женская роль второго плана | Джулианна Хаф  | Номинация |
| 2017 | «Золотая малина» | Худшая женская роль второго плана | Обри Плаза     | Номинация |